# A Marshall-szigetek világörökségi helyszínei
A Marshall-szigetek területéről eddig egy helyszín került fel a világörökségi listára, három helyszín a javaslati listán várakozik a felvételre.
| | Bikini-atoll, nukleáris tesztterület |
| Felvétel: 2010 |                                      |
| Kulturális (IV)(VI) |                                      |
| Hivatkozás: 1339, védett terület: 73 500 ha, pufferzóna: 130 425 ha |                                      |
| A hajózási útvonalaktól távol eső, mindössze 6 négyzetkilométer összterületű Bikini-Atoll 23 szigetből áll. 1946 és 1958 között, a II. világháború után a hidegháború kezdetén, a lakosok kitelepítését követően az Amerikai Egyesült Államok összesen 67 nukleáris kísérleti robbantást végzett a zátonyon. 1952-ben sor került az első hidrogénbomba kipróbálására is. A bombák összesített ereje körülbelül hétezerszerese a Hirosimára ledobott bombáénak, hatásuk komoly, máig kiható kárt okozott az atoll geológiájában, természetes környezetében és a sugárzásnak kitett emberek egészségében. A kísérletek kézzelfogható nyomai a lagúna fenekén fekvő hajók, amelyeket az 1946-os robbantások süllyesztettek el, a hatalmas méretű Bravo-kráter, valamint megfigyelő bunkerek. Az ökoszisztéma nagy része azóta újjáéledt de a radioaktív sugárzás azóta sem szűnt meg teljesen és folyamatosan károsítja a természetet. Bár a szigeteket már biztonságosnak tartják az őslakosok nem térhettek vissza korábbi lakóhelyeikre és az atoll azóta is lakatlan. |                                      |

## Elhelyezkedése
|  | Bikini-atoll |

## Javasolt helyszínek
| Név                                 | Kép | Típus      | Kritérium | Év   | Hiv. |
| ----------------------------------- | --- | ---------- | --------- | ---- | ---- |
| Likiep falu történelmi negyede      |     | kulturális | II, IV    | 2005 |      |
| Mili-atoll természetvédelmi terület |     | természeti | -         | 2005 |      |
| Marshall-szigetek északi atolljai   |     | vegyes     | -         | 2005 |      |